# Nathan Mayer Rothschild
Nathan Mayer Rothschild (Frankfurt na Majni, 16. rujna 1777. – Frankfurt na Majni, 28. srpnja 1836.), njemačko-židovski bankar i poduzetnik, jedan od petorice sinova Mayera Amschela Rothschilda (1744. – 1812.) i Gutle Schnapper Rotschild (1753. – 1849.). Godine 1822. dobio je naslov baruna, poput ostale braće, ali nije ga nikada koristio. Postao je najbogatiji od svih petero braće i u to vrijeme najbogatiji čovjek na svijetu. Utemeljitelj je britanskog ogranka obitelji Rothschild.
Preselio se u Ujedinjeno Kraljevstvo 1798. godine i naselio se isprava u Manchesteru, gdje je radio kao trgovac tekstilom. Nešto kasnije preselio se u London gdje je radio kao brokerski posrednik. Godine 1806. oženio se s Hannom Cohen, kćerkom Levija Barenta Cohena, vodećeg trgovca u Londonu, što mu je omogućilo uspon na društvenoj ljestvici i stjecanje poslovnih kontakata za koje bi mu inače treble godine da ih stekne. Godine 1811. osnovao je banku N M Rothschild & Sons Limited, koja je i danas jedna od najvećih investicijskih institucija u Europi. Obogatio se financirajući europske monarhe u borbi protiv Napoleona Bonapartea.
Žena Hannah (1783. – 1850.) i on imali su sedmero djece, od kojih su se neka vjenčala za članove rodbine, kako bi se očuvalo bogatstvo unutar obitelji:
1. Charlotte Rothschild (1807. – 1859.)
2. Lionel Nathan (1808. – 1879.)
3. Anthony Nathan (1810. – 1876.)
4. Nathaniel (1812. – 1870.)
5. Hannah Mayer (1815. – 1864.)
6. Mayer Amschel (1818. – 1874.)
7. Louise (1820. – 1894.)

Nathan je preminuo od gnjojne infekcije tijekom posjeta Frankfurtu 1836. godine, prilikom dolaska na vjenčanje svoga sina Lionela i rođakinje Charlotte Rothschild.